# Vassgården
Vassgården är en sjö i Tranemo kommun i Västergötland och ingår i Ätrans huvudavrinningsområde. Sjön är 10 meter djup, har en yta på 0,454 kvadratkilometer och befinner sig 168,1 meter över havet.

## Delavrinningsområde
Vassgården ingår i det delavrinningsområde (640084-135251) som SMHI kallar för Utloppet av Åsunden. Medelhöjden är 201 meter över havet och ytan är 159,93 kvadratkilometer. Räknas de 18 avrinningsområdena uppströms in blir den ackumulerade arean 644,31 kvadratkilometer. Avrinningsområdets utflöde Ätran mynnar i havet. Avrinningsområdet består  mestadels av skog (50 %) och jordbruk (11 %). Avrinningsområdet har 34,66 kvadratkilometer vattenytor vilket ger det en sjöprocent på 21,6 %. Bebyggelsen i området täcker en yta av 5,03 kvadratkilometer eller 3 % av avrinningsområdet.